# Vasile Suciu
Vasile Suciu (Kopacsel, 1873. január 13. – Balázsfalva, 1935. január 25.) a fogarasi és gyulafehérvári görögkatolikus főegyházmegye püspöke, valamint a román görögkatolikus egyház elöljárója volt 1919–1935 között.